# Daniel Drescher
Daniel Drescher (* 7. Oktober 1989 in Wien) ist ein österreichischer Fußballspieler auf der Position eines Abwehrspielers, der vorwiegend in der Innenverteidigung zum Einsatz kommt.

## Karriere

### Verein

#### Karrierebeginn in Deutsch Jahrndorf
Seine aktive Karriere als Fußballspieler begann Drescher Mitte Juli 1996 beim ASV Deutsch Jahrndorf in der 600-Seelen-Gemeinde Deutsch Jahrndorf im österreichisch-ungarisch-slowakischen Dreiländereck. Beim Klub, bei dem mit Thomas Schrammel bereits in den Jahren zuvor ein weiterer späterer Profifußballspieler seine Karriere begann, hielt es ihn bis 1999. Danach wechselte er im Sommer 1999 als Kooperationsspieler zum VfB Admira Wacker Mödling, für den er schließlich bis 2006 im Nachwuchs aktiv war, aber gleichzeitig auch bis 2007 bei seinem eigentlichen Stammklub aus Deutsch Jahrndorf gemeldet war. Nach einem letzten (14.) Platz in der Saison 2004/05, in der man aus 24 Partien nur neun Punkte mitnahm, erreichte Drescher mit der Mannschaft in der Folgesaison mit 54 Punkten aus 24 Meisterschaftsspielen mit vier Punkten Abstand auf das Bundesnachwuchszentrum (BNZ) Tirol den ersten Platz in der Endtabelle.

#### Erste Einsätze für Profis und Amateure der Admira
Nach dem Ende der Kooperationszeit und der fixen Aufnahme in den Verein wurde Drescher erstmals im Kader der Admira Amateure mit Spielbetrieb in der drittklassigen Regionalliga Ost aufgenommen. Sein Pflichtspieldebüt gab der damals gerade einmal 16-Jährige am 16. September 2006 bei der 1:2-Heimniederlage gegen den First Vienna FC 1894, als er über die volle Spieldauer in der Abwehrreihe der Mödlinger stand und in der 23. Spielminute seine erste gelbe Karte im Erwachsenenfußball erhielt. Über die gesamte Saison hinweg kam der junge Abwehrspieler in 16 Regionalliga-Spielen zum Einsatz, in denen er vier gelbe Karten, sowie eine gelb-rote Karte erhielt. Mit der Mannschaft erreichte er am Saisonende mit dem 15. von 16 Plätzen einen Abstiegsrang und hätte dementsprechend in die 1. Niederösterreichische Landesliga, die österreichische Viertklassigkeit, absteigen müssen. Aufgrund der finanziellen Schwierigkeiten des Vereins erhielt die Profimannschaft der Admira für die Folgesaison 2007/08 keine Lizenz für die Erste Liga und musste deshalb den Abstieg in die Regionalliga antreten. Zuvor gab Drescher bereits am 13. April 2007 sein Profidebüt in der Ersten Liga, als er beim 1:1-Heimremis gegen die Amateure des FK Austria Wien in der Halbzeitpause für den erfahreneren Roman Koller eingewechselt wurde. Insgesamt kam er in der Spielzeit 2006/07 in vier Spielen in der zweithöchsten österreichischen Fußballliga zum Einsatz, wobei er in einem Spiel sogar über die volle Spieldauer im Einsatz war.

#### Mit dem Verein am Tiefpunkt
Aufgrund des Abstiegs des Profiteams in die Regionalliga musste die zweite Kampfmannschaft laut den Richtlinien ebenfalls eine Liga tiefer absteigen und trat somit nach dem vollzogenen Zwangsabstieg in der fünftklassigen 2. Landesliga Ost den Spielbetrieb an. Da in der Saison 2006/07 eine Vielzahl von Spielern den finanziell stark angeschlagenen Klub verließen, blieb nur noch eine Handvoll junger aber engagierter Spieler übrig, die mit dem Team in der Regionalliga Ost antreten sollte. Drescher war einer von ihnen, der es schließlich bis zum Saisonende auf insgesamt 22 Ligaauftritte brachte, obwohl er vor allem in der ersten Saisonhälfte hauptsächlich als Ersatzspieler eingesetzt wurde. In all seinen Partien blieb er abermals torlos und schaffte mit der Mannschaft im Endklassement einen weniger ruhmreichen neunten Tabellenplatz.
Nach dem sportlichen wie auch finanziellen Abstieg der Admira begann der Unternehmer Richard Trenkwalder, seines Zeichens noch Präsident des Erste-Liga-Klubs ASK Schwadorf, sein Engagement in der Südstadt. Unter seiner Tätigkeit wurde der ASK Schwadorf in FC Trenkwalder Admira umbenannt und gleichzeitig der Vereinssitz von Schwadorf nach Mödling verlegt, um die Vereinsakademie, in der auch Drescher jahrelang ausgebildet wurde, zu erhalten. Die im rechtlichen Sinne eigentliche Admira in der Regionalliga Ost wurde schließlich in FC Trenkwalder Admira Kampfmannschaft II umbenannt und diente fortan nur mehr als Reserveteam des nunmehrigen Profiteams. Obwohl Drescher zu diesem Zeitpunkt auch für die Profimannschaft spielberechtigt gewesen wäre, kam er ausschließlich in der Regionalliga Ost beim nunmehrigen Amateurteam zum Einsatz, bei denen er zu einem Stammspieler in der Abwehrreihe des Teams avancierte und es auf 29 von insgesamt 30 möglich gewesenen Ligaeinsätzen brachte. Dabei erzielte er in dieser Saison auch seinen ersten Treffer im Erwachsenenfußball, als er am 21. September 2008 beim 3:2-Heimsieg über die Amateure der SV Mattersburg in der 87. Spielminute den Treffer zum 2:2-Ausgleich erzielte.

#### Stammkraft bei den Amateuren und neuerliche Aufnahme ins Profiteam
Als Drescher in der Spielzeit 2009/10 mit bemerkenswerten Leistungen in der Amateurmannschaft auf sich aufmerksam machte, folgte nur bald darauf die Aufnahme in das Erste-Liga-Team. Bei den Amateuren brachte es der 1,89 m große Innenverteidiger auf 21 Meisterschaftseinsätze, in denen er gleich vier Treffer (+ ein Eigentor) erzielte, aber auch disziplinär auffiel, da er im Laufe der Saison insgesamt zehn Mal mit Gelb verwarnt wurde. In der Ersten Liga gab er kurz vor seinem 20. Geburtstag sein Comeback im Profifußball, als er am 2. Oktober 2009 ironischerweise abermals gegen die Amateure des FK Austria Wien über die volle Spieldauer zum Einsatz kam. Einen weiteren 90-minütigen Einsatz konnte Drescher am 21. Mai 2010 verbuchen; am Saisonende schaffte die Mannschaft nur knapp nicht den Aufstieg in die österreichische Bundesliga und musste sich mit zwei Punkten Rückstand auf den FC Wacker Innsbruck mit dem Vizemeistertitel zufriedengeben.
Nach dem neuerlichen Aufschwung der Admira stand Drescher ausschließlich im Profikader des Vereins und kam in 26 Meisterschaftsspielen zum Einsatz und gab dabei am 27. August 2010 beim 3:2-Heimsieg über den Mitfavoriten auf den Meistertitel, den SCR Altach eine Torvorlage für seine Teamkameraden.
Mit der Admira stieg er zu Saisonende in die Bundesliga auf.

#### Wolfsberg und St. Pölten
Zur Saison 2014/15 wechselte Drescher zum Ligakonkurrenten Wolfsberger AC. Zur Saison 2018/19 wechselte er zum SKN St. Pölten, bei dem er einen bis Juni 2019 laufenden Vertrag erhielt. In drei Spielzeiten kam er zu 57 Bundesligaeinsätzen für den SKN, ehe er mit dem Verein am Ende der Saison 2020/21 in die 2. Liga abstieg. Auch nach dem Abstieg blieb er den Niederösterreichern erhalten, spielte aber kaum mehr eine Rolle und kam bis zur Winterpause nur dreimal zum Einsatz, sonst stand er gar nie im Kader. Stattdessen spielte er ab Oktober 2021 für die viertklassigen Amateure der Wölfe. Im Dezember 2021 wurde sein Vertrag schließlich nach dreieinhalb Jahren beim Klub aufgelöst.

#### Karriereausklang
Mit der Vertragsauflösung beendete beim SKN auch seine Profikarriere um sich einem Studium der Gesundheits- und Krankenpflege zu widmen. Im Zuge dessen wechselte er im Jänner 2022 zum Regionalligisten TWL Elektra.

### Nationalmannschaft
Während seiner Zeit im Ausbildungszentrum der Admira wurde Drescher erstmals in eine österreichische Nationalauswahl berufen. Dabei kam er in einem Spiel für Österreichs U-15-Auswahl zum Einsatz. Einige Jahre später, genau gesagt im November 2009, wurde Drescher in die U-20-Nationalmannschaft seines Heimatlandes für je ein Freundschaftsspiel gegen die Alterskollegen aus Deutschland sowie die U-20-Nationalmannschaft von Italien berufen. Sein Mannschaftsdebüt gab der junge Innenverteidiger schließlich am 13. November 2009, als er beim 2:2-Remis gegen die deutschen Vertreter über die volle Spieldauer am Rasen stand. Vier Tage später stand er am 17. November 2009 beim 1:0-Sieg über Italien ein weiteres Mal über 90 Minuten auf dem Spielfeld und erzielte dabei sogar in der 36. Spielminute nach Freistoßvorlage von Thomas Hopfer per Kopf den einzigen Treffer des Spiels. Im Februar 2010 nominierte U-20-Nationaltrainer Hermann Stadler den großgewachsenen Drescher ein weiteres Mal für ein Spiel gegen die italienischen Altersgenossen für Nationalteam. Das Auswärtsspiel in Italien wurde schlussendlich souverän mit 3:1 gewonnen, nachdem Drescher, der bis zum Matchende durchspielte, mit seinem Team bereits nach 35. Spielminuten mit 3:0 in Führung lag.

## Erfolge
- 1× Meister der Erste Liga: 2011
- 1× Vizemeister der Ersten Liga: 2009/10
- 1× U-17-Meister in der Akademie